# Beilschmiedia hartonoana
Beilschmiedia hartonoana là loài thực vật có hoa trong họ Nguyệt quế. Loài này được Sach.Nishida miêu tả khoa học đầu tiên năm 2001 publ. 2002.